# 帕特里克·布维尔·肯尼迪
帕特里克·布维尔·肯尼迪（英語：Patrick Bouvier Kennedy，1963年8月7日—1963年8月9日）是美国第35任总统约翰·F·肯尼迪和夫人杰奎琳·布维尔·肯尼迪两人最小的孩子，出生后39小时即因新生儿呼吸窘迫综合征夭折。

## 出生
在怀上帕特里克之前，賈桂琳·肯尼迪的妊娠史并不顺利。她于1955年第一次怀孕，三个月后即以流产告终；次年第二次怀孕，在预产期前一个月突然出血，产下一个死婴，原计划为她取名阿拉贝拉（Arabella）；之后于1957年和1960年才先后顺利生下卡羅琳·肯尼迪和小约翰·肯尼迪两个孩子。
1963年8月7日早晨，杰奎琳在马萨诸塞州鳕鱼角出现临盆征兆，乘直升机赶往奥蒂斯空军基地医院，于北美东部夏令时（UTC-4）下午12:52经剖宫产生下一名男婴。婴儿出生时早产5周半，体重为4英磅101⁄2盎司（2.11），身长17英寸（43）。肯尼迪总统自华盛顿特区乘机赶往医院，但在生产后40分钟才抵达。他随后派特勤人员请到神父为嬰兒洗禮，依照肯尼迪祖父和杰奎琳父亲的名字取名为“帕特里克·布维尔·肯尼迪”。这是19世纪以来第一次有美国总统和第一夫人在任上生下子女。

## 逝世
出生后不久，帕特里克就出现呼吸困难的症状。杰奎琳的产科医生约翰·W·沃尔什（John W. Walsh）联系了哈佛医学院下属波士頓兒童醫院儿科住院医师主管詹姆斯·休斯（James Hughes），休斯派其手下医师詹姆斯·E·德罗鲍（James E. Drorbaugh）即刻乘直升机赶往奥蒂斯空军基地。德罗鲍发现帕特里克病情危殆，“呼吸急促有喘息音，每一次呼吸都很艰难”，建议肯尼迪总统将他转院至波士顿。期间他与肯尼迪一同将孩子送到杰奎琳的病房，她将儿子的手握住了10分钟。这也成为母子间的第一次，也是最后一次见面。
出生后5小时，帕特里克就转院至波士顿儿童医院抢救。当时医院中的资深医生多在休假，院方于是找到小儿心脏病学先驱人物亚历山大·纳达斯主持抢救工作。新生儿呼吸窘迫综合征是当时早产儿死亡的最常见原因，治疗手段也十分匮乏，只能依靠新生儿保温箱，即使有幸度过出生后48小时的高危期，生存率亦不足40%－50%。医院使用了高压氧舱尝试治疗，情况一度有所好转。肯尼迪则在波士顿和奥蒂斯基地之间来回奔波看望儿子和妻子。抢救过程获得了民众和媒体的关注和鼓励。民众聚集在医院外为帕特里克守夜祈福，广播报纸等媒体也轮番报道抢救的进度。但在出生后39小时，帕特里克仍然未能幸存，于北美东部夏令时8月9日清晨4:04宣告死亡。肯尼迪随后乘机飞往奥蒂斯空军基地，向仍在康复中的夫人传达了儿子的死讯。肯尼迪的随从人员日后提到，总统平时几乎不流露自己的感情，但在帕特里克夭折后曾在房间内痛哭，还将之前精心装修的婴儿房彻底拆毁。肯尼迪的特勤人员克林特·希尔还称在孩子夭折后，夫妇二人的感情“明显更加亲密”。
帕特里克的安魂彌撒于8月10日在波士顿举行，仅有家人参加，未对媒体和公众开放。他的遗体随后下葬在马萨诸塞州布鲁克莱恩的圣洁公墓，葬在肯尼迪夫妇未成活的第一个孩子阿拉贝拉的墓旁。两个婴儿的遗体之后迁至阿灵顿国家公墓，与肯尼迪夫妇葬在一起。

## 影响
帕特里克逝世后三个月，肯尼迪即遇刺身亡，公众因此很快转移了注意力，但他的逝世引起了医疗界对早产研究的关注和兴趣，在这一领域产生了重要影响。历史学者认为他的逝世极大地推动了医学发展，促成了早产儿研究的进步。帕特里克逝世后数十年间，科研人员已经发现了新生儿呼吸窘迫综合征的病因，并能有效治疗，相关研究还催生了新生儿科学的诞生和发展。2013年时，这一疾病患儿的生存率已经提升至95%。